# Клейтон, Аманда
Аманда Клейтон (англ. Amanda Clayton; род. октябрь 1981, Джонстон, Род-Айленд) — американская актриса.
Клейтон родилась в Джонстоне, штат Род-Айленд, и обучалась в Род-Айлендском университете, а затем переехала в Нью-Йорк, где окончила Нью-Йоркскую консерваторию драматического искусства в 2005 году. После нескольких незначительных проектов, в 2012 году она получила роль второго плана в фильме «Джон Картер». С тех пор она продолжила карьеру появляясь в эпизодах сериалов «Менталист», «Риццоли и Айлс» и «Виктория-победительница».
В 2014 году Клейтон начала исполнять одну из главных ролей в сериале Oprah Winfrey Network «Если любить тебя неправильно». Позже она снялась с Майлзом Теллером и Кэти Сагал в биографическом фильме «Пазманский дьявол».

## Фильмография
| Год                | Название на русском          | Название на английском | Роль            | Примечания                |
| ------------------ | ---------------------------- | ---------------------- | --------------- | ------------------------- |
| 2006               | Декабрь заканчивается        | December Ends          | Nicole          |                           |
| 2006               | Гомар                        | Goomar                 | Goomar          | Короткометражный фильм    |
| 2010               | Два года                     | Two Years              | Short film      | Короткометражный фильм    |
| 2012               | Джон Картер                  | John Carter            | Sarah Carter    |                           |
| 2012               | Менталист                    | The Mentalist          | Kelly Burbage   | Эпизод: «Red Dawn»        |
| 2012               | Риццоли и Айлс               | Rizzoli & Isles        | Valentina Smith | Эпизод: «Over/Under»      |
| 2012               |                              | Little Red Elephant    | Riley           | Короткометражный фильм    |
| 2013               | Виктория-победительница      | Victorious             | Tilda           | Эпизод: «The Slap Fight»  |
| 2013               |                              | Dirty Dead Con Men     | Lori            | Пилот                     |
| 2014               |                              | The Soul Man           | Sandi           | Эпизод: «Back in the Day» |
| 2014               | Ставка на Бейкер             | Betting on Baker       | Amanda Morrison |                           |
| 2014 — наст. время | Если любить тебя неправильно | If Loving You Is Wrong | Alex            | Регулярная роль           |
| 2015               | Константин                   | Constantine            | Renee           | Эпизод: «Quid Pro Quo»    |
| 2016               | Истекать кровью за это       | Bleed for This         | Doreen Pazienza |                           |